# 艾伦·哈迪
艾伦·蒂莫西·哈迪（英語：Alan Timothy Hardy，1957年5月25日—），美国NBA联盟前职业篮球运动员。